# 足守藩
足守藩（日语：／ Ashimori han */?）是日本江戶時代的一個藩。備中國賀陽郡及上房郡。藩廳位於足守陣屋。

## 歷史
1601年木下家定由姬路藩移封到足守藩，並設置陣屋。1609年遭幕府沒收。1610年淺野長政三男長晟以2萬4千石入主。1613年因兄幸長病逝，返回管理紀州藩。約一年成為幕府的天領。
1615年由木下利房在大坂之陣的戰績。重返足守藩，並維持到幕未為止。廢藩置縣時成為足守縣，然後是深津縣及小田縣最後成為岡山縣。

## 藩主

### 木下家
外樣　2万5千石　（1601年 - 1609年）
1. 家定
2. 勝俊

### 淺野家
外樣　2万4千石　（1610年 - 1613年）
1. 長晟

### 天領
（1613年 - 1614年）

### 木下家
再封　2万5千石　（1615年 - 1871年）
1. 利房
2. 利當
3. 利貞
4. 公定
5. 利潔
6. 利忠
7. 利彪
8. 利徽
9. 利德
10. 利愛
11. 利恭